# Harry Potter

Logo der britischen Originalausgaben

Harry Potter ist eine Kinder- und Jugendromanreihe der englischen Schriftstellerin Joanne K. Rowling. Erzählt wird die Geschichte der titelgebenden Figur Harry Potter, der an seinem elften Geburtstag von seiner magischen Herkunft erfährt und fortan Schüler des britischen Zaubererinternats Hogwarts ist. Jeder der sieben Bände beschreibt ein Schul- und Lebensjahr von Harry Potter, seinen Freunden und Antagonisten. Die Buchreihe inklusive dreier Ableger wurde weltweit über 600 Millionen Mal verkauft und in 85 Sprachen übersetzt. Allein in deutscher Sprache wurden über 37 Millionen Harry-Potter-Bücher verkauft.
Der erste Teil Harry Potter und der Stein der Weisen wurde am 26. Juni 1997 veröffentlicht, Teil zwei Harry Potter und die Kammer des Schreckens folgte 1998 und der dritte Teil Harry Potter und der Gefangene von Askaban im Jahr 1999. Ab diesem Zeitpunkt belegten die Bücher in zahlreichen Ländern die obersten Plätze der Bestsellerlisten, so beispielsweise in der New York Times oder im Spiegel. Mit der Startauflage des vierten Teils Harry Potter und der Feuerkelch im Jahr 2000 stellte die Reihe einen Rekord auf. Auch die Bände fünf bis sieben brachen Vorbestellungsrekorde, unter anderem im Vereinigten Königreich und in den USA.
In den Jahren 2001 bis 2011 wurden die Bücher in acht Teilen verfilmt; die Filmreihe gilt als eine der kommerziell erfolgreichsten der Filmgeschichte. Die Bücher und die Filme lösten in den späten 1990ern und den frühen 2000er Jahren eine weltweite Begeisterung für Fantasy-Bücher und -Filme aus, einhergehend mit (Neu-)Verfilmungen von Der Herr der Ringe oder Die Chroniken von Narnia sowie zahlreicher weiterer Fantasy-Buchreihen wie Eragon, Bartimäus oder Percy Jackson.
Die Harry-Potter-Heptalogie kann dem Genre der Phantastik zugeordnet werden und beinhaltet genreübergreifende Merkmale. Sie hat Eigenschaften eines Kriminalromans, Entwicklungsromans und eines Bildungsromans, kann aber auch als modernes Märchen bzw. Kunstmärchen gesehen werden. Einhergehend mit der anhaltenden Begeisterung für die Harry-Potter-Bücher und -Filme wurden zahlreiche Merchandising-Produkte mit großem Erfolg vermarktet und ein eigener Themenpark eröffnet.

## Inhalt
Zu Beginn der Erzählung wird der einjährige Harry Potter bei seinen letzten noch lebenden Verwandten, den Dursleys, als Findelkind vor der Haustür abgelegt. Seine Eltern James und Lily Potter sind kurz zuvor vom mächtigsten schwarzen Magier Lord Voldemort getötet worden. Beim Versuch, auch Harry zu töten, fiel der Todesfluch auf Voldemort zurück und vernichtete seinen Körper. Der Junge hat eine blitzförmige Narbe auf der Stirn davongetragen. Da Harry somit die einzige bekannte Person ist, die diesen Fluch überlebt hat, und darüber hinaus für das Verschwinden des größten dunklen Zauberers verantwortlich gemacht wird, ist er von klein auf in der ganzen magischen Welt eine Berühmtheit und bekannt als „der Junge, der überlebte“.
Harry wächst bis zu seinem elften Geburtstag bei Petunia, der Schwester seiner Mutter, deren Ehemann Vernon und deren Sohn Dudley auf. Die Dursleys stehen der magischen Welt ablehnend gegenüber, behandeln Harry sehr schlecht und versuchen, die Entwicklung seiner magischen Fähigkeiten zu verhindern. Sie verschweigen ihm, wie seine Eltern zu Tode kamen, sowie die Tatsache, dass Harry ein Zauberer ist. An Harrys elftem Geburtstag wird ihm von Rubeus Hagrid, dem Wildhüter und Schlüsselverwalter der Zaubererschule Hogwarts, die Einladung in das Internat überbracht. Erst jetzt erfährt er etwas über seine Herkunft und über die Existenz der geheimen magischen Gesellschaft.
Die Handlung der Bände 1 bis 6 spielt vor allem im Internat Hogwarts, das zu Harrys Lebensmittelpunkt wird. Jedes Jahr lernt Harry, und mit ihm der Leser, neue Orte und Personen auch außerhalb von Hogwarts kennen, der Horizont der Erzählung wird weiter, die Handlungsstränge werden komplexer und viele sind miteinander verwoben.
Der Leser verfolgt aus Harrys Perspektive dessen Entwicklung vom Elfjährigen bis zum fast erwachsenen Teenager. Harry erlebt zum ersten Mal bewusst familienähnliche Geborgenheit in seinem Haus Gryffindor, dem er an seinem ersten Tag in Hogwarts zugeteilt wird. Er findet in den gleichaltrigen Mitschülern Ron Weasley und Hermine Granger enge Freunde – das Trio steht fast alle Abenteuer gemeinsam durch – und in Schuldirektor Albus Dumbledore einen Mentor. Der flüchtige Gefangene Sirius Black entpuppt sich als Harrys Pate und wird zu seiner wichtigsten Bezugsperson außerhalb von Hogwarts. Auch zu seinem ehemaligen Lehrer Remus Lupin hat Harry eine freundschaftliche Beziehung. Mit dem Lehrer Severus Snape dagegen wie auch mit seinem Mitschüler Draco Malfoy aus dem traditionell rivalisierenden Haus Slytherin verbindet ihn gegenseitiger Hass.
Als zentrales Thema der Geschichte kristallisiert sich immer mehr Harrys Auseinandersetzung mit Lord Voldemort heraus, der nach dem Angriff auf Harry als geistähnliches Wesen weiterexistiert und versucht, seinen Körper wiederzuerlangen. Zweimal kann Harry dies verhindern: Im ersten Band vereitelt er Voldemorts Plan, den „Stein der Weisen“ zu stehlen; im zweiten Band vernichtet er ein magisches Abbild des 16 Jahre alten Voldemort, das dieser in einem Tagebuch versteckt hatte.
Im vierten Band muss Harry machtlos mit ansehen, wie Voldemort einen neuen Körper erhält und beginnt, seine Gefolgsleute wieder um sich zu versammeln. Nachdem Harry in der Folge zwei weiteren Mordversuchen Voldemorts entkommen ist, erlangt er im fünften Band Kenntnis von einer Prophezeiung über dessen Untergang. Sie ist der Grund, warum Voldemort ihn als Baby töten wollte und es weiterhin versucht, denn laut ihr kann Harry als Einziger seine Macht brechen.
Im sechsten Band stellt sich heraus, dass Voldemort Teile seiner Seele in Horkruxen versteckt hat, um auf diese Weise Unsterblichkeit zu erlangen. Mehrere Konflikte eskalieren und bereiten das Finale im abschließenden Buch vor. In der Schlüsselszene scheitert Draco Malfoy bei seinem Versuch, Albus Dumbledore zu töten – Severus Snape übernimmt die Aufgabe und flieht anschließend zusammen mit Draco.
Im siebten und letzten Band brechen Harry, Hermine und Ron auf, um die verbliebenen Horkruxe zu finden und zu zerstören. Weil Voldemort zwischenzeitlich das Zaubereiministerium unter seinen Einfluss gebracht hat und das ganze Land kontrolliert, entkommen sie während ihrer phasenweise ziellosen Suche mehrfach nur knapp dem Tod.
Während der finalen Schlacht in Hogwarts erfährt Harry durch eine extrahierte Erinnerung des im Sterben liegenden Severus Snapes, welcher, wie sich herausstellte, als Doppelagent für Dumbledore arbeitete und diesen auf dessen eigene Anweisung hin tötete, um das volle Vertrauen Voldemorts zu gewinnen, dass er sterben muss, um Lord Voldemort sterblich zu machen, weil er einen Teil der Seele Voldemorts in sich trägt. Er ergibt sich diesem Schicksal und stellt sich dem dunklen Lord ohne sich zu verteidigen, überlebt jedoch erneut den Todesfluch, während Voldemorts Seelenfragment in ihm vernichtet wird. Als Voldemort Hogwarts’ Verteidigern den Körper des totgeglaubten Harry präsentiert, stirbt seine Schlange Nagini, die der siebte und letzte Horkrux war, als ihr Neville Longbottom, ein Schulfreund Harrys, mit dem Schwert von Godric Gryffindor den Kopf abschlägt. Aus dem folgenden, entscheidenden Duell geht Harry als Sieger hervor, da Voldemort durch seinen eigenen reflektierten Todesfluch stirbt und so die Prophezeiung ihre Erfüllung findet.
Den Abschluss des letzten Bandes bildet ein Kapitel, das einen Blick 19 Jahre in die Zukunft wirft: Sowohl Harry und Ginny (Rons jüngere Schwester) als auch Ron und Hermine haben geheiratet und ihre Kinder gehen gemeinsam nach Hogwarts.

## Entstehungsgeschichte und Beeinflussungen

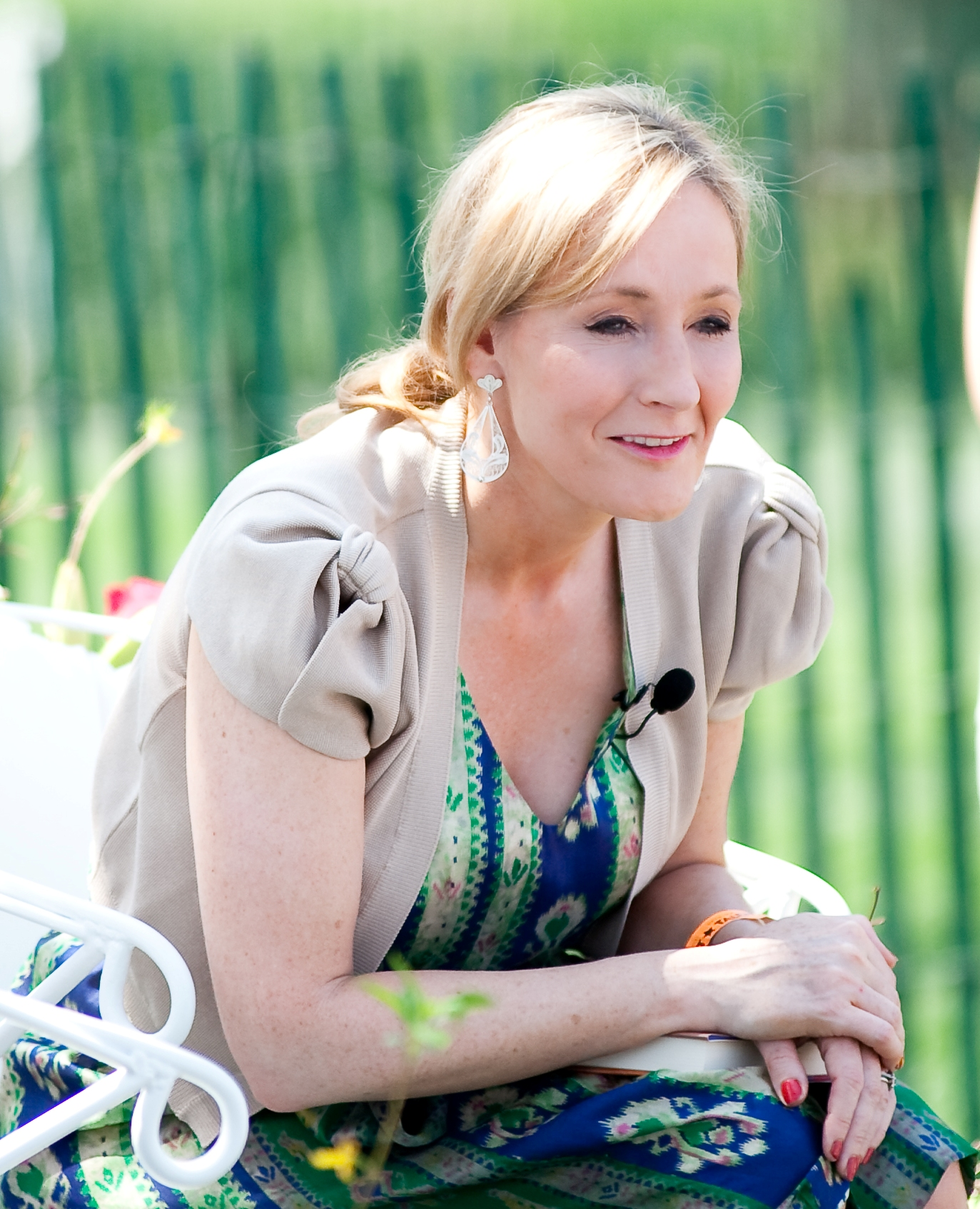
Joanne K. Rowling, 2010

Joanne K. Rowling hatte die Idee für Harry Potter nach eigener Erzählung im Juni 1990 während einer Zugfahrt von Manchester nach London. Ihre ersten konkreten Einfälle dazu umfassten neben dem Protagonisten, dessen Namen sie erst später festlegte, auch die Romanfiguren Ron Weasley, Hagrid, den fast kopflosen Nick und Peeves den Poltergeist, sowie die Zauberschule Hogwarts an sich – die sie in ihrer Vorstellung bald in Schottland verortete, da sie an einem abgeschiedenen Ort liegen sollte, der vor „nicht-magischen“ Menschen versteckt war. Der Plan, aus der Geschichte eine Heptalogie zu machen, entstand ebenfalls bereits auf dieser Zugfahrt.
Rowlings Ideen der unmittelbar nachfolgenden Monate drehten sich vor allem um die Ausgestaltung der Zauberschule und die dortigen Schüler, Lehrer und Schulfächer sowie die Kernbestandteile der magischen Welt, die sie auch in eigenen Illustrationen festhielt, darunter von Hausmeister Filch, Professor Sprout oder dem Eingang zur Winkelgasse. Auch sammelte sie unzählige Namen für die Charaktere, wofür sie neben anderen Quellen auch Brewer’s Dictionary of Phrase and Fable heranzog, ein britisches Lexikon. Den Vornamen für die Hauptfigur „Harry“ wählte sie nach ihrem persönlichen Lieblingsnamen für Jungen, den Nachnamen gab sie ihm nach einer Nachbarsfamilie ihrer Kindheit. Der Sohn ebendieser Familie behauptete später, er sei das wirkliche Vorbild für Harry Potter, da er sich in der Kindheit als Zauberer verkleidet habe, was Rowling jedoch nicht bestätigte bzw. dementierte.
Der Tod ihrer Mutter Anne am 30. Dezember 1990 stellte einen gravierenden Einschnitt in Rowlings Leben dar und beeinflusste folglich auch die Entwicklung der Harry-Potter-Reihe. Der „Spiegel Nerhegeb“ im ersten Band (der einem zeigt, was man sich am sehnlichsten wünscht) verdeutlicht den Schmerz des Protagonisten, den er wegen des Verlustes seiner Eltern fühlt, die er nie kennengelernt hat, und diente der Autorin zufolge auch dazu, ihren eigenen Verlust zu verarbeiten. Auf die Frage, was sie selbst in diesem Spiegel sehen würde, antwortete Rowling in einem Interview, sie sähe sich selbst, wie sie noch einmal fünf Minuten mit ihrer Mutter sprechen dürfe.
In den folgenden Jahren, vor allem als sie ab November 1991 als Englischlehrerin in Portugal lebte, erdachte sie zahlreiche weitere Geschichten und Details ihrer Fantasiewelt, entwarf Skizzen, Tinten-Illustrationen sowie die Grundstruktur für die Buchreihe oder schrieb per Hand in verschiedenen Cafés in Porto und tippte ihre Notizen im Computerraum der Schule in den Arbeitspausen ab. Auch die Idee vom Stein der Weisen kam Rowling in Portugal, wo sie entschied, diesen zum zentralen Thema des ersten Teils zu machen. Schon bevor Rowling im November 1993 nach Großbritannien zurückging und nach Edinburgh zog, hatte sie die ersten drei Kapitel verfasst, die später fast genauso veröffentlicht wurden, sowie die Rohfassung des ersten Teils konzipiert − vom ersten Kapitel entwarf sie dabei zehn Versionen.

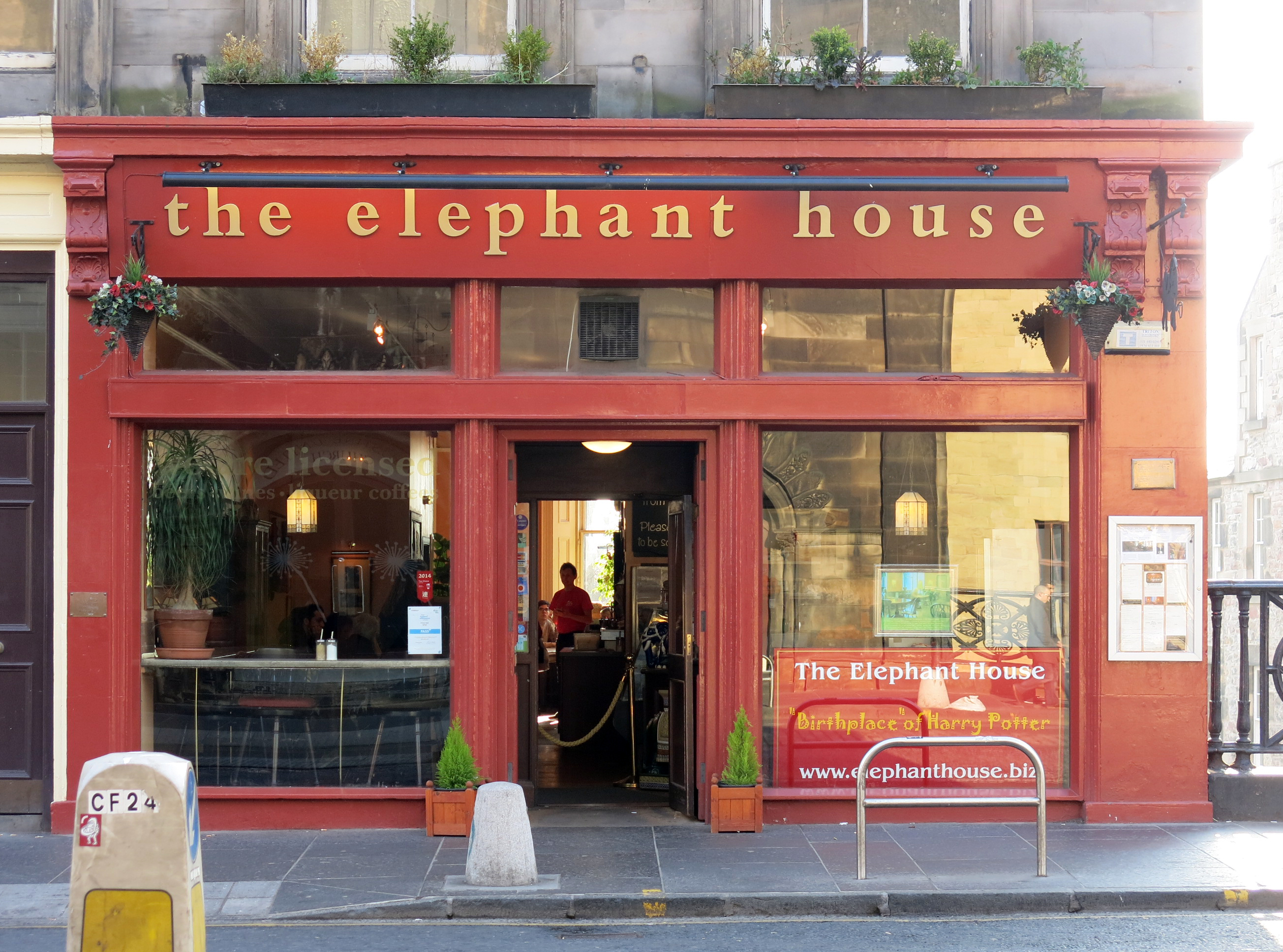
The Elephant House – eines der Cafés in Edinburgh, in dem Rowling am ersten Band schrieb

Hier erzählte sie erstmals ihrer Schwester Dianne, bei der sie zu Beginn vorübergehend wohnte, von der Buchidee und zeigte ihr was sie zu diesem Zeitpunkt geschrieben hatte. Deren positive Rückmeldung bestärkte Rowling darin, ihren Roman zu vollenden. In ihrer ersten Zeit in Edinburgh verfiel sie in Depressionen, aufgrund der relativen Armut in der sie lebte, da sie als alleinerziehende Mutter Sozialhilfe empfing, und der Umstände der Scheidung von ihrem ersten Mann Jorge Arantes. Von dieser Erfahrung ausgehend erfand Rowling die Dementoren, die im dritten Band erstmals vorkommen und als Wesen beschrieben werden, die den Menschen alle guten Erinnerungen aussaugen und sie zwingen, die schlimmsten Momente ihres Lebens noch einmal zu durchleben. In Interviews erzählte sie später, dass das Schreiben am ersten Harry-Potter-Band in dieser Zeit eine wichtige mentale Stütze für sie gewesen sei und sie „ohne diese Herausforderung wohl verückt geworden“ wäre.
Rowling schrieb ausschließlich per Hand daran, sowohl zuhause, als auch in verschiedenen Cafés in Edinburgh, wozu sie später anmerkte, sie sei vor allem wegen ihrer kleinen Tochter mit dem Kinderwagen durch die Stadt spaziert, weil diese dabei am besten eingeschlafen war. 1995 vollendete sie das Manuskript von Harry Potter und der Stein der Weisen, gleichzeitig waren an diesem Punkt die Konzepte für alle sechs Fortsetzungen ausgearbeitet. Nach einer ersten Überarbeitung tippte Rowling den Text zwei Mal mit einer gebrauchten Schreibmaschine ab, da Fotokopien zu teuer gewesen wären.

### Einfluss anderer Bücher
Joanne K. Rowling hat sich nach eigenen Angaben beim Schreiben ihrer Bücher von keinem anderen Werk als Das kleine weiße Pferd von Elizabeth Goudge beeinflussen lassen. Nach ihrer Meinung fließt jedoch „alles, was man je gelesen hat“ in einen Roman ein.

### Parallelen zwischen Leben und Werk
Vielfach ist versucht worden, Parallelen zwischen Joanne K. Rowlings Leben und ihren Büchern herzustellen. Nicht alle davon sind zutreffend.
Die nachfolgend aufgezählten Parallelen stammen hauptsächlich aus Rowlings eigenen Aussagen:
- Joanne K. Rowling hat am selben Tag wie ihre Schöpfung Harry Potter Geburtstag (31. Juli).
- Eine wichtige Rolle spielt in den Büchern der Londoner Bahnhof King’s Cross – hier fährt der Zug vom geheimen Gleis Neundreiviertel ab, der Harry und seine Freunde zur Schule bringt. Rowlings Eltern hatten sich in einem Zug kennengelernt, der von King’s Cross abgefahren war, und auch die Zugfahrt, bei der Rowling die Idee zu Harry Potter hatte, endete dort. In der Realität liegen die Gleise 9 und 10 – zwischen denen sich den Romanen zufolge eine Wand mit dem geheimen Durchgang zum Gleis Neundreiviertel befindet – in einem Nebengebäude und es gibt keine Wand zwischen ihnen, auch wenn später ein Schild mit der Beschriftung „9¾“ dort angebracht wurde. 2001 gab Rowling in einem Interview zu, dass sie King’s Cross mit dem Bahnhof Euston verwechselt hatte.
- Wie Joanne K. Rowling auf ihrer Website schreibt, sei Gilderoy Lockhart, der selbstverliebte Lehrer aus dem zweiten Band, die einzige Figur, die sie  komplett einer realen Person nachempfunden hat, sie werde aber nicht verraten, um wen genau es sich handle. Fest stehe, dass jene Person auch im wahren Leben genauso unsäglich arrogant und überzeugt von sich selbst sei. Deshalb habe sie sich entschlossen, ihn in ihre Bücher einzubauen und so lächerlich zu machen.
- Im dritten Band gibt es folgende Textstelle (S. 110 bzw. 111): „Ach übrigens, dieses Ereignis, vor dem du dich fürchtest – es wird am Freitag, dem sechzehnten Oktober geschehen.“ Am Freitag, dem 16. Oktober 1992, heirateten Joanne Rowling und Jorge Arantes – die Ehe hielt weniger als ein Jahr.
- Unter den zahlreichen Orts- und Personennamen, die in den Romanen auftauchen, finden sich auch solche von Personen und Orten, die Joanne K. Rowling kennt – so zum Beispiel die Mitglieder der irischen Quidditch-Nationalmannschaft aus dem vierten Band. Im fünften Band wird außerdem das Quidditch-Team der Tutshill Tornados erwähnt – in Tutshill verbrachte Rowling einen Großteil ihrer Jugend.

## Literarische Gattung und Stil
Die Harry-Potter-Romane sind der Kinder- und Jugendliteratur zuzuordnen, haben aber eine für diese Gattung ungewöhnlich weite Verbreitung gefunden (vgl. dazu das Kapitel Kommerzieller Erfolg). Die Romane bedienen sich dabei auch einiger Stilelemente der Fantasy-Literatur und des Kriminalromans.
Die Hauptfigur Harry Potter fühlt sich in ihrer Welt zunächst sehr fremd; dieses Motiv der Fremdheit in der eigenen und Flucht in eine andere Welt ist in der Kinder- und Jugendliteratur weit verbreitet (z. B. in der Unendlichen Geschichte von Michael Ende). Wie in der klassischen phantastischen Kinder- und Jugendliteratur, aber anders als beim Fantasyroman ist diese Welt im Wesentlichen nur geringfügig verändert als Parallelwelt zur Realität gezeichnet – wenn auch moralisch und satirisch überhöht. Für die Gattung des Jugendbuches typisch ist auch das Thema des Erwachsenwerdens (man spricht in diesem Fall auch vom Entwicklungsroman). In den einzelnen Bänden wird die Handlung im Stile eines Kriminalromans erzählt, in dem Harry mit einigen Freunden ein Geheimnis lösen muss (siehe dazu die Inhaltsangaben zu den einzelnen Bänden). Nicht zuletzt gehört die Harry-Potter-Reihe (bis auf den letzten Band) zum in England weit verbreiteten Genre der Internatsliteratur.
Dieser Stilmix hat wohl zur Verbreitung der Bücher beigetragen, da sie dadurch von Personen aller Altersgruppen gelesen werden können.
Die Autorin hat für die Harry-Potter-Romane eine Erzählperspektive gewählt, die als personale Erzählsituation bezeichnet wird. So werden bis auf wenige Ausnahmen alle Handlungen aus Sicht des Protagonisten geschildert. Da es sich bei der Hauptfigur um einen heranwachsenden Teenager handelt, der die eigene Zaubererwelt erst allmählich kennenlernt, kann auch der Leser langsam in diese Welt einsteigen.

## Literarische Kritik und Kontroversen
Vor allem der erste und der zweite Band der Reihe erhielten, sowohl im englischsprachigen Raum als auch in Deutschland, hervorragende Kritiken. Die englischen Zeitungen Mail on Sunday und Sunday Times verglichen Rowling mit den Klassikern von Roald Dahl und C. S. Lewis. Stephen King nannte die Serie eine „Erfindung einer großen Einbildungskraft“ und stellte Harry Potter in eine Reihe mit Huckleberry Finn, Alice im Wunderland und Der Herr der Ringe.
Gleichzeitig wurden mit dem Erscheinen der weiteren Bände auch kritische Töne am literarischen Niveau laut. Fay Weldon konstatiert, dass die Reihe „nicht das ist, was ein Poet erwartet“, attestiert ihr aber, dass sie „lesbare, nützliche Alltagsprosa“ darstelle. Der prominente amerikanische Literaturkritiker Harold Bloom sagte: „Rowlings Geist ist beherrscht von Klischees und toten Metaphern.“ Die Kritikerin der New York Times, Antonia S. Byatt, bezeichnet Rowlings Universum als eine „zweitklassige Patchwork-Welt, intelligent aus Motiven aller möglichen Kinderliteratur zusammengeschustert, geschrieben für Leute, deren Vorstellungskraft sich aus Zeichentrickserien, Soaps, Reality-TV und VIP-Schwachsinn speist.“

### Plagiatsvorwürfe
Der US-Autor John Buechler behauptet, eine frühere Version der Harry-Potter-Figur erfunden zu haben: Die Hauptfigur seines wenig bekannten Films Troll (1986) ist ein zaubernder Junge namens Harry Potter junior.
Die US-Kinderbuchautorin Nancy Stouffer warf Joanne Rowling vor, aus ihren Büchern The Legend of Rah and the Muggles und Larry Potter and His Best Friend Lily angeblich Namen, Begriffe und Handlungselemente übernommen zu haben. Im dagegen gerichteten Klageverfahren stellte das Gericht im September 2002 fest, dass Stouffer Beweise gefälscht hatte und keines ihrer Bücher vor 2001 verkauft worden war. Stouffer musste 50.000 US-Dollar Entschädigung zahlen, ihre Gegenklage wurde abgewiesen.

### Religiöse Kritik
Vereinzelt wurden die Harry-Potter-Bücher von Christen kritisiert, die darin eine Verharmlosung und Verbreitung von Okkultismus sehen. So schrieb die deutsche Publizistin Gabriele Kuby: „Harry Potter ist ein globales Langzeitprojekt zur Veränderung der Kultur. Mit der Verharmlosung von Magie dringen die Kräfte in die Gesellschaft ein, die das Christentum einst überwunden hat.“ Christliche Kritik an Harry Potter war auch eines der Themen des US-Dokumentarfilms Jesus Camp. Matthias Pöhlmann von der Evangelischen Zentralstelle für Weltanschauungsfragen hält derartige Kritik an Harry Potter für unberechtigt: „Da gibt es nichts Okkultes hineinzugeheimnissen, Harry Potter ist eine Geschichte über Freundschaft und die Auseinandersetzung von Gut und Böse.“
Der Präfekt der Kongregation für die Glaubenslehre und spätere Papst Benedikt XVI., Kardinal Joseph Ratzinger, sah sich trotzdem veranlasst, Gabriele Kuby auf das ihm zugesandte Buch zu antworten und attestierte, es sei gut, dass sie „in Sachen Harry Potter“ aufkläre, „denn dies sind subtile Verführungen, die unmerklich und gerade dadurch tief wirken und das Christentum in der Seele zersetzen, ehe es überhaupt recht wachsen konnte“. Diese auf der Homepage Gabriele Kubys veröffentlichte Stellungnahme rief wiederum den Fundamentaltheologen Magnus Striet auf den Plan, der im Deutschlandradio Kultur erklärte: „Es zeigt sich an dieser Stelle leider wieder einmal eine Berührungsangst mit der modern gewordenen Welt und ihren Vielfältigkeiten“.

## Kommerzieller Erfolg
Der erste Teil wurde in einer Erstauflage von 5650 Exemplaren – davon 500 als Hardcover – bei Bloomsbury Publishing veröffentlicht; einer der 500 Bände wurde 2021 bei einer Auktion in Dallas für umgerechnet 417.000 Euro versteigert. Bis zur Verfilmung des ersten Bands im Jahr 2001 wurden von den ersten vier Harry-Potter-Büchern weltweit 135 Millionen Exemplare in 48 Sprachen verkauft. 2003 beliefen sich die weltweiten Verkaufszahlen bereits auf 250 Millionen Bücher in 60 Sprachen und 2017 – zwanzig Jahre nach der Veröffentlichung des ersten Teils – auf mehr als 400 Millionen Exemplare in 68 Sprachen. Bis 2018 wurden über 500 Millionen Exemplare der Harry-Potter-Bücher verkauft.
Im Vereinigten Königreich belaufen sich die Verkaufszahlen auf über 27 Millionen Bücher. Über 37 Millionen Exemplare wurden in deutscher Sprache verkauft. Laut einer Studie des Marktforschungsinstituts teleResearch hat jeder vierte Deutsche ab 14 Jahren mindestens einen Harry-Potter-Band gelesen.
In den USA wurden insgesamt rund 230 Millionen Exemplare der sieben Bände verkauft. Die Startauflage des vierten Bandes betrug dabei 3,8 Millionen Exemplare, die des fünften Bandes 6,8 Millionen und die des sechsten 10,8 Millionen; die Startauflage des siebten und letzten Bandes lag bei 12 Millionen Exemplaren.
Die Bücher wurden bisher in 85 Sprachen übersetzt. Da die Übersetzungen stets zeitverzögert zur Originalfassung erschienen, wurden viele englischsprachige Ausgaben auch in anderen Ländern verkauft. So kam beispielsweise der fünfte Band als erstes englischsprachiges Buch in Frankreich in die Bestsellerlisten. Fans haben auch vor Erscheinen der offiziellen Sprachausgaben eigene Übersetzungen veröffentlicht. Die deutsche Community Harry auf Deutsch hat mehrere Bücher übersetzt, die fertige Übersetzung steht aber aus rechtlichen Gründen nur den eigenen Mitgliedern zur Verfügung, die daran mitgewirkt haben.
Harry-Potter-Romane wurden fast neuneinhalb Jahre – von Dezember 1998 bis Mai 2008 – durchgehend in den Bestsellerlisten der New York Times geführt. Wegen der anhaltenden hohen Verkaufszahlen und der damit einhergehenden „Blockierung“ der vorderen Plätze wurden die Bestsellerlisten in diesem Zeitraum zweimal reformiert: Nach eineinhalb Jahren, als die ersten drei Bände die ersten drei Plätze belegten, wurde Kinderliteratur in eine neue Liste ausgegliedert und 2004 wurde eine neue Liste für Kinderbuch-Serien geschaffen, die die Verkaufszahlen der einzelnen Bände unberücksichtigt lässt.
Joanne K. Rowling verdiente laut mehreren Berichten mehr als 570 Millionen britische Pfund (rund 728 Millionen Euro) als Autorenhonorar, wobei sie die Summe in einem Interview 2007 dementierte. Von 2004 bis 2007 galt sie laut Forbes Magazine als Dollar-Milliardärin.

## Die Harry-Potter-Welt

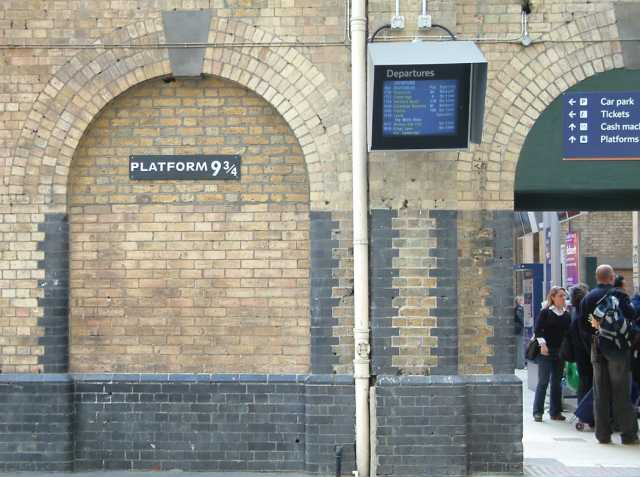
Das fiktive Gleis 9¾ im Bahnhof King’s Cross

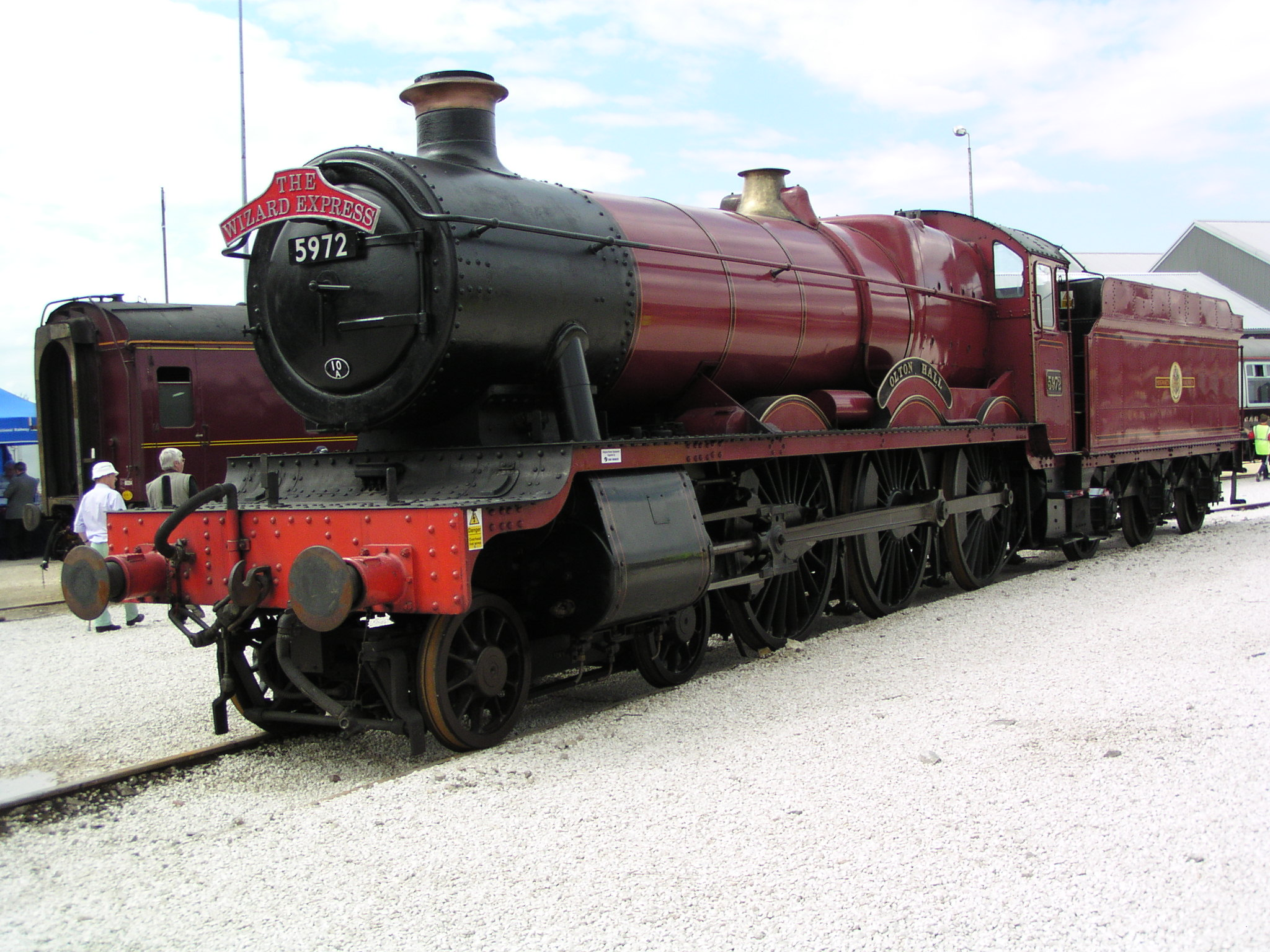
Lokomotive im Stil der Zugmaschine des „Hogwarts-Express“

Die Handlung der Harry-Potter-Romane findet in zwei nebeneinander existierenden Welten statt. Die eine ist die dem Leser bekannte Welt, genauer das Vereinigte Königreich gegen Ende des 20. Jahrhunderts. Die andere ist eine den nichtmagischen Menschen – genannt „Muggel“ – weitgehend verborgene magische Parallelgesellschaft, die von Zauberern, Hexen und nichtmenschlichen magischen Wesen bevölkert wird. Diese Zauberergesellschaft verfügt in Großbritannien über eine eigene Regierung und Verwaltung, das Zaubereiministerium, sowie über ein eigenes Wirtschaftssystem.
Die magische Welt hat sich zu dieser Trennung vor Jahrhunderten entschlossen und setzt sie mit entsprechenden Geheimhaltungsgesetzen und Kontrollen, aber auch mit Zauberei durch. Nur der jeweilig amtierende Premierminister der Muggel wird vom jeweils amtierenden Zaubereiminister von der Existenz der Zaubererwelt unterrichtet. Die Übergänge zwischen beiden Welten sind für Muggel unsichtbar, wie beispielsweise der Eingang zur Winkelgasse, einer Einkaufsstraße für Zauberer und Hexen mitten in London. Umgekehrt können sich Zauberer und Hexen ungehindert in der nichtmagischen Welt bewegen, viele von ihnen meiden jedoch die Gesellschaft von Muggeln. Durch die Trennung über viele Generationen hinweg und eine verbreitete Geringschätzung der Muggel sind die meisten Zauberer und Hexen nur unzureichend über die nichtmagische Welt informiert und fallen dort oft durch völlig unpassende Kleidung und ihre Unkenntnis technischer Geräte auf.
Im Vergleich zur britischen Gesellschaft um das Jahr 2000 wirkt die Lebensweise von Zauberern und Hexen rückständig. Sie kleiden sich in altertümliche Gewänder und kennen keine elektrischen Geräte oder moderne Informationstechnologie. Es gibt allerdings zahlreiche magische Hilfsmittel, die ähnliche Funktionen übernehmen. So können sich zum Beispiel Personen in Fotografien und gemalten Bildern bewegen und teilweise eigenständig kommunizieren. Technische Transportmittel werden durch fliegende Besen oder sekundenschnelles Apparieren ersetzt, ein landesweites Netzwerk von Kaminen erlaubt Reisen und Kommunikation über weite Entfernungen.
Andererseits besitzen die Hexen und Zauberer auch Fahrzeuge des 20. Jahrhunderts, die allerdings allesamt antiquiert sind: Der Hogwarts-Express wird von einer Dampflokomotive gezogen, ein veralteter Dreidecker-Omnibus sammelt gestrandete Hexen und Zauberer auf und die Weasleys nutzen ein historisches Auto, das mit einem Flugzauber belegt ist.
Beide Welten sind nicht vollständig voneinander getrennt. Immer wieder verstoßen Zauberer gegen die Trennungsvorschriften. Das Zaubereiministerium bemüht sich in diesen Fällen darum, eventuelle Schäden zu beheben und das Gedächtnis der betroffenen Muggel zu verändern. Teilweise sind die Auswirkungen magischer Aktivitäten allerdings zu gravierend, um sie zu verbergen. Insbesondere die kriminellen Aktivitäten Lord Voldemorts zwingen den Zaubereiminister wiederholt zur Kontaktaufnahme mit dem britischen Premierminister, der auf diesem Wege die eigentliche Ursache für Massenunfälle, vermeintliche Naturkatastrophen und Wetterphänomene erfährt.
Folgende fünf Artikel beschreiben wichtige Figuren, Handlungsorte, Begriffe sowie Tiere und Tierarten aus den Harry-Potter-Romanen und damit einen wesentlichen Teil des Harry-Potter-Universums:
- Begriffe der Harry-Potter-Romane
- Figuren der Harry-Potter-Romane
- Handlungsorte der Harry-Potter-Romane
- Liste der Zaubersprüche und Flüche der Harry-Potter-Romane
- Tiere der Harry-Potter-Romane

## Romane und Begleitwerke
Die ersten sechs Bände des Zyklus entsprechen Harry Potters sechs Schuljahren in Hogwarts; das siebte Buch handelt von der Suche nach den Horkruxen und der Schlacht in Hogwarts. Harry, Ron und Hermine besuchen zu diesem Zeitpunkt die Hogwartsschule für Hexerei und Zauberei nicht mehr.
| Band | Titel: Harry Potter und …   | Originaltitel: Harry Potter and the … | Erscheinungs- jahr                               | Jahr der Handlung       | Verkaufszahlen (geschätzt) |
| ---- | --------------------------- | ------------------------------------- | ------------------------------------------------ | ----------------------- | -------------------------- |
| 1    | … der Stein der Weisen      | … Philosopher’s Stone                 | 1997 (Vereinigtes Königreich) 1998 (Deutschland) | 1981 (Prolog) 1991–1992 | 120 Millionen              |
| 2    | … die Kammer des Schreckens | … Chamber of Secrets                  | 1998 (Vereinigtes Königreich) 1999 (Deutschland) | 1992–1993               | 77 Millionen               |
| 3    | … der Gefangene von Askaban | … Prisoner of Azkaban                 | 1999 (Vereinigtes Königreich) 1999 (Deutschland) | 1993–1994               | 65 Millionen               |
| 4    | … der Feuerkelch            | … Goblet of Fire                      | 2000 (Vereinigtes Königreich) 2000 (Deutschland) | 1994–1995               | 65 Millionen               |
| 5    | … der Orden des Phönix      | … Order of the Phoenix                | 2003 (Vereinigtes Königreich) 2003 (Deutschland) | 1995–1996               | 65 Millionen               |
| 6    | … der Halbblutprinz         | … Half-Blood Prince                   | 2005 (Vereinigtes Königreich) 2005 (Deutschland) | 1996–1997               | 65 Millionen               |
| 7    | … die Heiligtümer des Todes | … Deathly Hallows                     | 2007 (Vereinigtes Königreich) 2007 (Deutschland) | 1997–1998 2017 (Epilog) | 65 Millionen               |

Die deutsche Übersetzung der Romane stammt von Klaus Fritz, die Einbände wurden von Sabine Wilharm gestaltet. Aufgrund der Beliebtheit der Reihe über den klassischen Kinder- und Jugendbuchmarkt hinaus wurden im Vereinigten Königreich, den Vereinigten Staaten und in Deutschland spezielle Ausgaben für Erwachsene aufgelegt. Diese sind textgleich mit der Kinderbuchausgabe, haben jedoch eine andere Umschlaggestaltung.
2001 erschienen von Joanne K. Rowling zugunsten der Hilfsorganisation Comic Relief zwei Begleitbücher, die in den Romanen auftretenden fiktiven Schulbüchern entsprechen:
- Phantastische Tierwesen & wo sie zu finden sind (Fantastic Beasts and Where to Find Them)
- Quidditch im Wandel der Zeiten (Quidditch Through the Ages)

2007 fertigte Joanne K. Rowling sieben handgeschriebene Exemplare von Die Märchen von Beedle dem Barden (engl. The Tales of Beedle the Bard) an, von denen eines für wohltätige Zwecke an amazon.com versteigert wurde. Die Märchen spielen im siebten Band der Harry-Potter-Reihe eine zentrale Rolle und gelten in der fiktiven Welt der Romane als Literaturklassiker. Am 4. Dezember 2008 wurden die Geschichten in zwei Ausgaben in englischer Sprache weltweit veröffentlicht.
Am 30. Juli 2016 feierte das Theaterstück Harry Potter und das verwunschene Kind von Jack Thorne Premiere. Das Skript, welches auf einer Geschichte von Joanne K. Rowling und John Tiffany basiert, wurde zudem in Buchform, unter dem deutschen Titel Harry Potter und das verwunschene Kind, veröffentlicht. Das Theaterstück, in welchem Harry Potter nun ein Familienvater und Ministeriumsmitarbeiter ist, ist eine offizielle Fortsetzung zur Roman-Heptalogie. Es handelt von Harrys Sohn Albus Severus Potter und Scorpius Malfoy, dem Sohn von Draco Malfoy, die zusammen versuchen, die Vergangenheit zu verändern.

## Mediale Verwertung und Merchandising

### Hörbücher
Die Harry-Potter-Romane wurden in mehreren Sprachen ungekürzt als Hörbuch veröffentlicht.
Auf Englisch wurde je eine Hörbuchfassung für den britischen und eine für den US-Markt produziert: Das britische Hörbuch wurde von Stephen Fry eingesprochen, die US-amerikanische Fassung vom ebenfalls britischen Schauspieler und Komiker Jim Dale.
In deutscher Sprache hat Der Hörverlag zwei Fassungen produziert:
- Seit 1999 erschienen die von Rufus Beck vorgetragenen Hörbücher mit bisher im Hörspielbereich einmaligen Verkaufsergebnissen: Die ersten vier Bände wurden jeweils mehr als 300.000 Mal verkauft und dafür mit der Platin-Schallplatte ausgezeichnet. Die von Rufus Beck gesprochenen Harry-Potter-Hörbücher waren die ersten, die auch in einer MP3-Version verkauft wurden.
- Im März 2009 erschienen alle sieben Harry-Potter-Romane außerdem in einer seit 2003 von Felix von Manteuffel gesprochenen Hörbuchfassung.

Die Hörbücher erhielten folgende Auszeichnungen:
- 2000: Hörbücher zu den Bänden 1–3 – Hörbuch des Jahres (hr2-Bestenliste)
- 2001: Harry Potter und der Stein der Weisen – Gewinner des Hörkules
- 2008: Harry Potter und der Halbblutprinz – Gewinner des Hörkulino

### Verfilmungen

Logo der Harry-Potter-Verfilmungen

Warner Bros. sicherte sich schon früh die Filmrechte an der Buchreihe und produzierte von 2001 bis 2011 etwa alle anderthalb Jahre einen neuen Film. Die komplette Reihe wurde verfilmt, wobei der siebte Band in zwei Teilen umgesetzt wurde:
1. Harry Potter und der Stein der Weisen (2001)
2. Harry Potter und die Kammer des Schreckens (2002)
3. Harry Potter und der Gefangene von Askaban (2004)
4. Harry Potter und der Feuerkelch (2005)
5. Harry Potter und der Orden des Phönix (2007)
6. Harry Potter und der Halbblutprinz (2009)
7. Harry Potter und die Heiligtümer des Todes: Teil 1 (2010)
8. Harry Potter und die Heiligtümer des Todes: Teil 2 (2011)

In der Liste der erfolgreichsten Filme rangierten bis 2015 alle Teile unter den ersten 50 Plätzen. Zusammen spielten sie über 7,7 Milliarden US-Dollar ein.
Es war vorgesehen, alle Bände mit denselben Darstellern zu verfilmen, allerdings musste der 2002 verstorbene Darsteller von Albus Dumbledore, Richard Harris, ab dem dritten Film durch Michael Gambon ersetzt werden. Außerdem wurde der Kobold Griphook im ersten Teil von Verne Troyer gespielt, im siebten von Warwick Davis. Die Rolle von Vincent-Crabbe-Darsteller Jamie Waylett wurde, da bei einer Polizeikontrolle Marihuana in seinem Auto und mehrere Cannabispflanzen in der Wohnung seiner Mutter gefunden wurden, aus dem Film gestrichen. So entfacht nicht Crabbe das große Feuer im Raum der Wünsche und stirbt dabei, sondern Goyle (Joshua Herdman).
Im Rahmen des 20-jährigen Jubiläums des ersten Harry-Potter-Films veröffentlichte HBO am 1. Januar 2022 ein exklusives Special mit dem Titel Harry Potter 20th Anniversary: Return to Hogwarts. Es zeigt neben dem Making-of neue Interviews mit der ehemaligen Besetzung der Filmreihe.
Am 12. April 2023 gab Warner Bros. Discovery bekannt, dass der Streaminganbieter Max eine Serienadaption der Buchreihe bestellt habe. J. K. Rowling wird Executive Producer. Am 23. Februar 2024 verkündete David Zaslav, CEO von Warner Bros. Discovery, dass die neue Serie im Jahr 2026 auf Max Premiere feiern werde. Am 25. Juni 2024 folgte die Mitteilung, dass das Projekt stattdessen zu HBO wechsle. Geplant ist eine sieben Staffeln umfassende Adaption, wobei jede Staffel einem der sieben Bücher gewidmet ist. Am 27. Mai 2025 wurde schließlich bekanntgegeben, dass Dominic McLaughlin, Alastair Stout und Arabella Stanton in die ikonischen Rollen von Harry Potter, Ron Weasley und Hermine Granger schlüpfen werden. Am 14. Juli 2025 gab HBO offiziell bekannt, dass die Produktions der Serienadaption nun begonnen habe. Die erste Staffel soll 2027 erscheinen, 30 Jahre nach der Veröffentlichung des ersten Buchs Harry Potter und der Stein der Weisen.

### Videospiele
An die Harry-Potter-Geschichten angelehnte Videospiele von Electronic Arts gibt es für zahlreiche Plattformen, darunter Windows, Mac OS X und alle gängigen Spielkonsolen.
- Das erste Spiel mit dem Titel Harry Potter und der Stein der Weisen erschien 2001 für PC, Mac und PlayStation. Es handelte sich hierbei um ein handelsübliches 3D-Action-Adventure mit magischen Kämpfen sowie einigen Besenflugeinlagen. Die Fassungen für PC und Konsole weisen deutliche Unterschiede zueinander auf. Zudem erschienen zeitgleich unter identischem Titel eine Rollenspiel-Variante für Game Boy Color und ein Action-Adventure für Game Boy Advance. Die Handheld-Ableger basieren auf zweidimensionaler Grafikdarstellung.
- Das zweite Spiel behandelt die Geschichte des zweiten Bandes Harry Potter und die Kammer des Schreckens und baut auf dem System des ersten Teils auf, ist jedoch wesentlich schwieriger und besitzt bessere Soundeffekte. Erstmals ist das Spiel für die PlayStation 2 und den GameCube erhältlich.
- 2003 erschienen das Spiel Harry Potter: Quidditch-Weltmeisterschaft sowie ein Remake des ersten Teils für die Xbox und andere damalige Next-Generation-Konsolen (z. B. PlayStation 2).
- Der dritte Teil Harry Potter und der Gefangene von Askaban erschien 2004 und brachte einige Neuerungen auf.
- Der vierte Teil Harry Potter und der Feuerkelch erschien am 10. November 2005 für PC und den damals aktuellen Spielkonsolen und ist der erste Teil, der mit anderen Spielern zusammen gespielt werden kann. Des Weiteren wurde dem Spieler die Möglichkeit genommen, durch das Schloss und die Ländereien zu laufen.
- Der fünfte Teil Harry Potter und der Orden des Phönix erschien im Juli 2007 für PC und alle zu dieser Zeit aktuellen Konsolen wie z. B. PlayStation 3, Xbox 360 und Nintendo Wii. Im Gegensatz zum vierten Teil wurde die Möglichkeit zum gemeinsamen Spielen wieder abgesetzt und das Schadensmodell ganz weggelassen, nachdem es im dritten und vierten Teil eigentlich schon überflüssig war. Überarbeitet wurde vor allem das Zaubermodell, so dass der Spieler nun mit der Maus, der Wii-Fernbedienung oder einer entsprechenden Bedieneinrichtung die Zaubersprüche nachzeichnen muss.
- Der sechste Teil Harry Potter und der Halbblutprinz erschien im Juli 2009 für PC, PlayStation 2, PlayStation 3, Wii, Xbox 360 und Nintendo DS. In diesem Teil muss der Spieler sich einigen Quidditch-Spielen stellen, in denen er durch verschiedene Sterne fliegen, Zaubertränke im Kessel zusammenmischen und Duelle beenden muss, in denen das Schadensmodell wieder eingeführt wurde.
- Der siebte Teil Harry Potter und die Heiligtümer des Todes 1 erschien im November 2010 für PC, PlayStation 3, Wii, Xbox 360 und Nintendo DS.
- Der achte Teil Harry Potter und die Heiligtümer des Todes 2 erschien im Juli 2011 für PC, PlayStation 3, Wii, Xbox 360 und Nintendo DS. Das Magazin GBase gab dem Spiel eine Wertung von 4.5 von 10 Punkten.[69]
- Im Juni 2019 erschien in einer Zusammenarbeit von Warner Bros. und Niantic das Augmented-Reality-Smartphone Spiel Harry Potter: Wizards Unite, das ähnlich wie Pokémon Go virtuelle Spielinhalte mit der realen Umgebung verbindet. Der Spielkontext handelt von einer Zukunft, in der der Spieler das Zaubereiministerium im Kampf gegen dunkle Mächte unterstützt und dabei zahlreichen Figuren und Gegenständen aus den Büchern und Filmen des Harry-Potter-Franchises begegnet.
- Im Frühjahr 2023 erschien das Open-World-Spiel Action-Rollenspiel Hogwarts Legacy für PC, PlayStation 4, PlayStation 5, Xbox One und Xbox Series.

### Brett- und Kartenspiele
Neben den diversen Computerspielen zum Thema „Harry Potter“ gibt es auch zahlreiche analoge Spiele, die auf der Buchreihe aufbauen. Dabei handelt es sich vor allem um Adaptionen bekannter Spiele und Merchandising-Spiele. So gibt es unter anderen Adaptionen klassischer Brettspiele für Cluedo, Das verrückte Labyrinth, Uno, Scene it? sowie diverse klassische Quartett-Spiele. Hinzu kommen Quizspiele wie Harry Potter und der Stein der Weisen – Quiz oder Harry Potter und der Stein der Weisen - Das Geheimnis von Hogwarts.
Daneben gibt es jedoch auch eigenständige Spiele wie etwa das Harry Potter Sammelkartenspiel, oder das Deck-Building-Spiel Harry Potter: Kampf um Hogwarts von 2016 (auf Deutsch seit 2019).

### Lego
Im Jahr 2001 brachte die dänische Spielzeugfirma Lego einhergehend mit dem Kinostart der Verfilmung des ersten Bandes eine Harry-Potter-Produktserie auf den Markt. Diese umfasst mit Lego-Steinen modellierte, den Filmen nachempfundene Handlungsschauplätze, beispielsweise Hagrids Hütte, den Hogwarts-Express, die Kammer des Schreckens, Gringotts (Zaubererbank), das Schiff der Durmstrangs, einzelne Räume aus Hogwarts und das ganze Schloss im Kleinformat, inklusive der Hauptfiguren als Minifiguren. Mit Kinostart jeder Verfilmung hat Lego seitdem neue Modelle herausgebracht. Daneben sind in den Jahren 2001 und 2002 auch spezielle Harry-Potter-Versionen des PC-Programms LEGO Creator erschienen, mit dem Lego-Welten im Computer virtuell gebaut werden können. Seit Juni 2010 ist auch ein Action-Adventure namens Lego Harry Potter: Die Jahre 1–4 erhältlich. Dieses erschien für PC, Nintendo DS, Wii, PlayStation 3, PlayStation Portable, Xbox 360 und als iOS-App. Inzwischen brachte Lego auch die Folgeversion dieses Spiels heraus: Lego Harry Potter: Die Jahre 5–7. Dieses ist ebenso für PC, Nintendo DS, Wii, PlayStation 3, PlayStation Portable, Xbox 360 und als iOS-App erhältlich. Außerdem erschien am 20. Oktober 2016 eine Lego Harry Potter Collection von Teil 1–7 für die PlayStation 4.

### Muggel-Quidditch
Basierend auf dem fiktiven Quidditch der Harry-Potter-Romane entwickelten 2005 zwei Studenten des Middlebury College in Vermont eine Adaption für das reale Leben: Muggel-Quidditch. Auch in dieser mittlerweile weltweit und insbesondere im universitären Umfeld gespielten Version gibt es je drei Jäger, einen Hüter, zwei Treiber und einen Sucher; ebenso müssen alle Spieler auf zwischen die Beine geklemmten Besen (heute: Stöcken) „reiten“. Anstatt selbstfliegende Bälle zu sein, werden die Klatscher von den Treibern auf gegnerische Spieler geworfen; der Schnatz ist ein in eine gelbe Socke gesteckter Tennisball, der ab der 19. Spielminute von einem Snitch Runner in dessen Hosenbund mit sich getragen wird und von den Suchern herausgezogen werden muss. Wie in den Romanen, handelt es sich um einen gemischtgeschlechtlichen Vollkontaktsport.
Seit 2008 finden Weltmeisterschaften statt, die seit 2010 von dem damals gegründeten internationalen Dachverband, der International Quidditch Association, organisiert und durchgeführt werden. Bislang wurden diese allesamt von US-amerikanischen Teams bzw. einer landesweiten Auswahl gewonnen.

### Theaterstück
Im Juni 2015 verkündete Rowling, dass in London ein Theaterstück über Harry Potter entstehen werde. Im Oktober 2015 verriet sie via Twitter, dass das Stück Harry Potter and the Cursed Child (deutsch: Harry Potter und das verwunschene Kind) eine reguläre Fortsetzung der Potter-Abenteuer sein solle, zeitlich 19 Jahre nach Ende des siebten Harry-Potter-Romans spielen werde und damit dort anfange, wo Harry Potter und die Heiligtümer des Todes aufhört. Die Premiere des Stückes unter der Regie von John Tiffany fand am 30. Juli 2016 im Londoner Palace-Theatre statt. In der Hauptrolle war Jamie Parker als Harry Potter zu sehen. Noma Dumezweni stand als Hermine Granger und Paul Thornley als Ron Weasley auf der Bühne.
Neben London wird das Stück außerdem am New Yorker Broadway und in Melbourne aufgeführt. Ab dem 23. Oktober 2019 kam mit San Francisco der vierte Spielort hinzu.
2020 sollte das Stück erstmals in deutscher Sprache aufgeführt werden. Die Premiere war für den 15. März 2020 im Mehr! Theater am Großmarkt in Hamburg geplant. Sie musste aufgrund der Corona-Pandemie mehrmals verschoben werden und fand schließlich am 5. Dezember 2021 statt.
Das Theaterstück erschien am 31. Juli 2016 in Buchform; die deutsche Übersetzung folgte am 24. September 2016.

### Themenpark
Am 31. Mai 2007 kündigten Warner Bros. Entertainment Inc. und Universal Orlando Resort die Einrichtung eines Harry-Potter-Themenparks The Wizarding World of Harry Potter (zu deutsch etwa „Die Zaubererwelt des Harry Potter“) an, der am 19. Juni 2010 eröffnet wurde. Als Teil der Universal Islands of Adventure in Orlando, Florida, beherbergt der Park auf seinem Areal Hogwarts, Hogsmeade und den Verbotenen Wald. Joanne K. Rowling und Stuart Craig, der Set-Designer der Harry-Potter-Verfilmungen, waren involviert; von Letzterem stammen die Entwürfe für den Park.
Im Juli 2014 wurde in den Universal Studios Florida mit der Diagon Alley (deutsch: Winkelgasse) eine Erweiterung des Parks mit einem neuen Harry-Potter Bereich eröffnet. Hauptattraktion ist Escape from Gringotts, eine Achterbahn mit Videoleinwänden und 3-D-Effekten. Daneben kann man Zauberstäbe kaufen, die dann in verschiedenen Bereichen der Winkelgasse interaktive Aktionen auslösen und mit dem Hogwarts Express die Fahrt von London in das Zauberinternat unternehmen.

### Pottermore
Pottermore war eine Website von Joanne K. Rowling in Zusammenarbeit mit Sony, die im Oktober 2011 eröffnet wurde. Zwischen dem 31. Juli und dem 6. August gab es für eine Million Fans die Möglichkeit, sich durch das Finden des Magischen Federkiels, der die magischen Kinder in ein Buch schreibt, frühzeitig zu registrieren. Am 15. August bekamen die Ersten eine Mail, die ihnen Zugang zu Pottermore verschaffte. Sonys Ende 2011 erschienener E-Book-Reader wurde in einer „Limited Edition“ mit einem Gutschein verkauft, mit dem man das erste Harry-Potter-Buch von der Pottermore-Webseite herunterladen konnte.
Im Oktober 2019 wurde die Seite durch den Nachfolger Wizarding World Digital ersetzt.

## Einfluss und Wirkung auf den Leser
2014 fanden Wissenschaftler einige Effekte zwischen dem Lesen von Harry-Potter-Romanen und der Unvoreingenommenheit gegenüber Minderheiten.
Unter anderem wurde festgestellt, dass die Fähigkeit, sich in die handelnden Charaktere hineinzuversetzen, im positiven Zusammenhang mit der Fähigkeit, vorurteilsfrei aufzutreten, standen. Eine Rolle dabei spielte vor allem die Identifikation mit den Hauptcharakteren, bzw. die Abneigung gegenüber den Bösewichten.

### Weitere Fantasyreihen
Der überraschende Erfolg von Harry Potter führte zu Beginn der 2000er-Jahre zu einem Boom von Fantasy-Romanreihen für Kinder und Jugendliche, die häufig mit Harry Potter verglichen und daran gemessen werden. Zu nennen sind etwa Percy Jackson von Rick Riordan, Artemis Fowl von Eoin Colfer, Eragon von Christopher Paolini, die ersten drei Bände der Bartimäus-Reihe von Jonathan Stroud, Molly Moon von Georgia Byng oder Charlie Bone von Jenny Nimmo; im deutschen Sprachraum zum Beispiel Laura Leander von Peter Freund, der Merle-Zyklus von Kai Meyer oder die Tintenwelt-Tetralogie von Cornelia Funke. Inhaltlich haben die meisten dieser Bücher nicht mehr mit Harry Potter gemein, als dass sie die Entwicklung von Jugendlichen in einer fantastischen Welt zeigen. Derartige Bücher gab es auch schon vor den Harry-Potter-Romanen, wie die Trilogie His Dark Materials von Philip Pullman, die zur selben Zeit ebenfalls relativ erfolgreich war und deren erster Band Der goldene Kompass 1996 erschien, also ein Jahr vor Harry Potter. Gleiches gilt für Die Chroniken von Narnia von C. S. Lewis, die bereits in den 1950er-Jahren veröffentlicht wurden.

### Parodien
Eine Parodie auf die Harry-Potter-Romane wurde von Michael Gerber unter dem Titel Barry Trotter und die schamlose Parodie (Barry Trotter and the Unauthorized Parody) veröffentlicht. Sie erschien im Herbst 2003 auch in Deutschland. 2004 erschien der zweite Band Barry Trotter und die überflüssige Fortsetzung (Barry Trotter and the Unnecessary Sequel). 2006 ist auch der dritte Band Barry Trotter und der unmögliche Anfang (Barry Trotter and the Dead Horse), ein Prequel zu den vorherigen Parodien, erschienen.
Von Arnd Böhm erschien die Comicparodie Harald und das Zauberportal. Die religiöse Kritik an Harry Potter wird in der Comicreihe Century von Alan Moore und Kevin O’Neill aufgegriffen und parodiert.
Eine filmische Harry-Potter-Parodie ist das TV-Special Berndi Broter und der Kasten der Katastrophen mit Bernd dem Brot, das der KI.KA Ende 2003 zunächst als Fünfteiler in der Kindersendung Chili TV und im Mai 2004 noch einmal an einem Stück zeigte. Außerdem wird Harry Potter in mehreren Folgen der Animationsserie Die Simpsons und in einer Szene des Kinofilms Die Simpsons – Der Film parodiert.
Weitere Parodien der Filmreihe sind die auf YouTube veröffentlichten Harry Potter und ein Stein, Harry Potter und der geheime Pornokeller und Harry Potter und der Plastikpokal von Coldmirror, für die Filmmaterial der Filme Harry Potter und der Stein der Weisen, Harry Potter und die Kammer des Schreckens und Harry Potter und der Feuerkelch neu vertont wurde.

### Rezeption
In der Komödie Ich leih dir meinen Mann aus dem Jahr 2003 werden Passagen der Harry-Potter-Handlung nacherzählt. In dem Spielfilm Der Teufel trägt Prada von 2006 soll eine Verlagsassistentin (Anne Hathaway) für die herrische Chefredakteurin eines Modemagazins (Meryl Streep) das Manuskript eines noch unveröffentlichten Harry-Potter-Romans beschaffen. In dem knapp achtminütigen Dokumentarfilm Harry Potter Parking Lot begleitet der Filmemacher Jeff Krulik, dessen 1986 mit John Heyn gedrehter Dokumentarfilm Heavy Metal Parking Lot über Fans der Metal-Band Judas Priest in der Heavy-Metal-Szene Kultstatus genießt, mit der Kamera eine Signierstunde von Autorin Joanne K. Rowling in der Buchhandlung Politics and Prose in der amerikanischen Hauptstadt Washington, D.C. im Oktober 1999, um Kinder und Erwachsene in Bezug auf ihre Begeisterung für die Harry-Potter-Bücher zu befragen. In der Filmkomödie Der Ja-Sager von 2008 besucht der Protagonist (Jim Carrey) mit seiner Freundin eine Harry-Potter-Kostümparty.

### Plagiate
In chinesischer Sprache erschien das unautorisierte Buch Harry Potter and Leopard-Walk-Up-to-Dragon, in Indien das Werk Harry Potter in Calcutta. Joanne K. Rowling erreichte gegen beide Werke gerichtliche Verbote. Besonders nach Erscheinen des siebten Bandes kamen in China größere Mengen unautorisierter Raubdrucke auf den Markt. Nach den Schwarzkopien beim sechsten Band wurden noch 16 Millionen Exemplare verkauft.
Tanja Grotter ist ein zauberndes Mädchen, das in Russland aktiv ist. Auch gegen dieses Werk leiteten Joanne K. Rowling und Warner Bros. rechtliche Schritte ein. Neben diesen kommerziell ausgerichteten und mittlerweile verbotenen Plagiaten gibt es eine große Anzahl nichtkommerzieller Geschichten, die von Fans verfasst wurden, so genannte Fan-Fictions.

### Fanseiten
In die Schlagzeilen geriet Warner Bros. Ende 2000 durch Briefe an Fanseiten-Betreiber, denen man eine Verletzung von Markenrechten vorwarf. Für Verbraucher seien Domainnamen wie harrypotterguide.co.uk verwirrend, weswegen man die Inhaber aufforderte, ihre Domains an Warner Bros. zu übertragen. Diese Schreiben, die sich teilweise auch an Kinder und Jugendliche richteten, sorgten für Empörung und waren Auslöser für die Potterwar-Kampagne. Nach Angaben von Warner Bros. handelte es sich bei den Adressaten der Briefe jedoch hauptsächlich um Domaininhaber, die versucht hätten, Harry Potter gewerblich auszunutzen. Die Fälle endeten teilweise damit, dass Warner Bros. von den Forderungen Abstand nahm und nicht weiter gegen die Betreiber vorging. Fälle, in denen es zu einem Gerichtsverfahren kam, sind nicht bekannt.
Mittlerweile vergibt Joanne K. Rowling auf ihrer Seite in unregelmäßigen Abständen einen Fan-Site Award, eine Fanseiten-Auszeichnung.